# Romuald Bielski

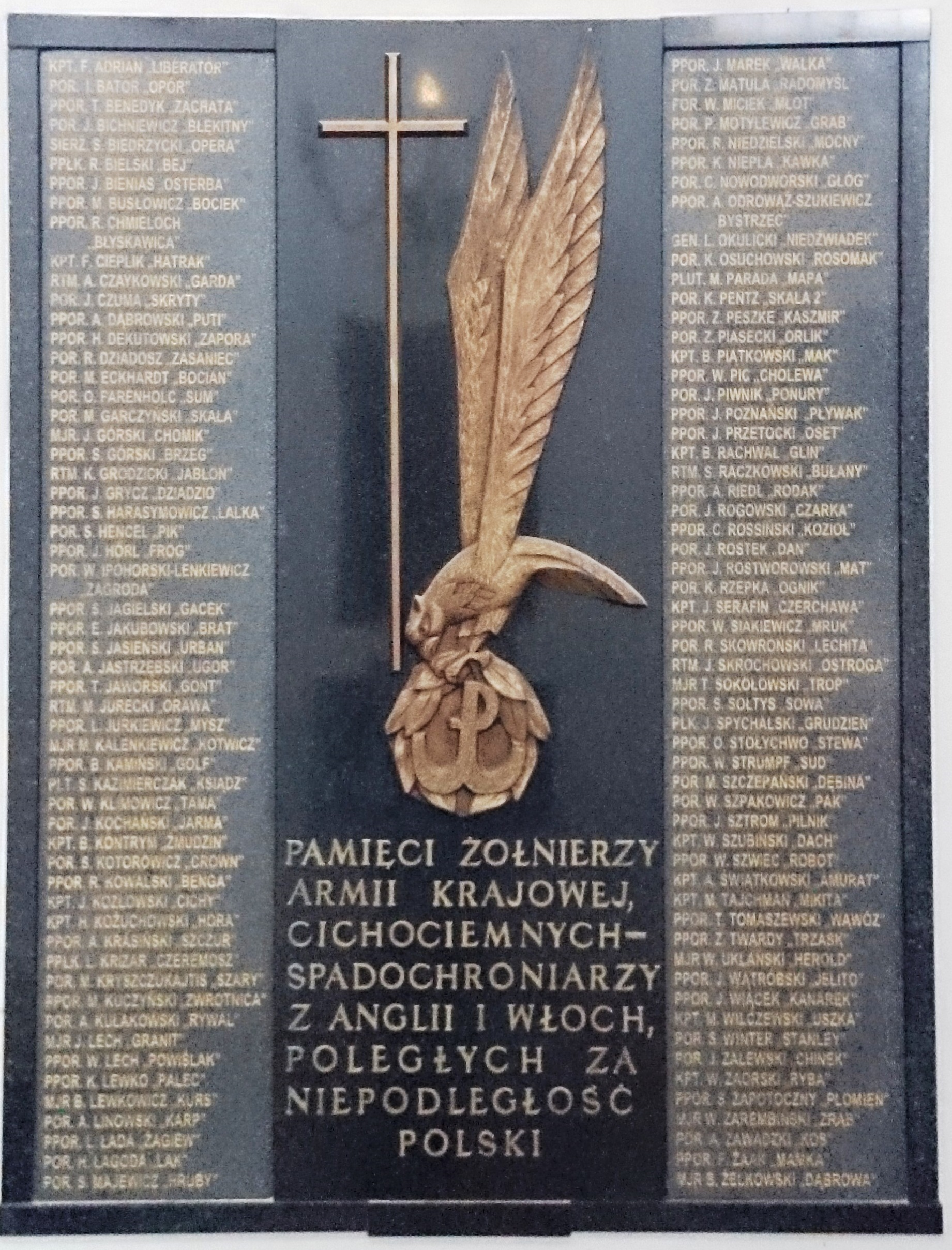
Tablica w kościele św. Jacka w Warszawie, upamiętniająca poległych cichociemnych, w tym Romualda Bielskiego

Romuald Bielski, pseud. Bej, vel Jan Banasiak (ur. 2 lipca?/14 lipca 1899 w Starem koło Połtawy, zm. prawdopodobnie w 1945 w KL Sachsenhausen)  – oficer Wojska Polskiego II Rzeczypospolitej, podpułkownik saperów Polskich Sił Zbrojnych, Sztabu Naczelnego Wodza, Armii Krajowej, uczestnik powstania warszawskiego, cichociemny. Zwykły Znak Spadochronowy nr 0258, Bojowy Znak Spadochronowy nr 1608.

## Życiorys
Od 1912 uczył się w Szkole Realnej Towarzystwa Wzajemnej Pomocy Subiektów, w 1919 zdał egzamin dojrzałości w Odessie. Od 1917 członek ZHP, Towarzystwa Gimnastycznego „Sokół” i POW w Mławie. W latach 1933–1936 pilot Chorągwi Lubelskiej ZHP, do 1937 sekretarz Komendy Hufca ZHP Puławy.
4 kwietnia 1919 jako ochotnik wstąpił do kompanii inżynieryjnej 4 Dywizji Strzelców Polskich gen. Lucjana Żeligowskiego,  uczestniczył m.in. w ofensywie na froncie ukraińskim do Zbrucza. Od 5 października 1919 w Szkole Podchorążych Saperów w Warszawie. Po jej ukończeniu przydzielony jako młodszy oficer, następnie zastępca dowódcy 2 plutonu batalionu zapasowego 2 pułku saperów kaniowskich.
Awansowany na stopień podporucznika ze starszeństwem od 1 lipca 1920. Od 14 października 1921 do 1 maja 1922 oficer ewidencyjno-personalny 2 Pułku Saperów, następnie adiutant, młodszy oficer kompanii, także instruktor saperski obozów Przysposobienia Wojskowego Okręgu Korpusu nr 2 w Lublinie. Awansowany na stopień porucznika 1 stycznia 1923, ze starszeństwem od 1 kwietnia 1922. Od 18 października 1926 do 4 kwietnia 1927 dowódca plutonu ćwiczebnego, od 6 sierpnia 1928 w dyspozycji szefa saperów Okręgu Korpusu nr 2. 
Od 25 września 1929 przydzielony do Dowództwa Saperów Ministerstwa Spraw Wojskowych, od 11 lutego 1930 zastępca dowódcy kompanii 2 Pułku Saperów. Awansowany na stopień kapitana 2 lutego 1932, ze starszeństwem od 15 stycznia 1932. W 1931 wydał książkę pt. Zarys historii wojennej drugiego pułku saperów kaniowskich w serii Zarys Historji Wojennej Pułków Polskich 1918–1920 (wyd. Wojskowe Biuro Historyczne).
Od 15 sierpnia 1932 do 30 września 1933 komendant parku saperskiego 2 Batalionu Saperów Kaniowskich, od 1 października dowódca 1 kompanii. Od 14 maja 1936 kierownik referatu przemysłu wojennego w Dowództwie Saperów Ministerstwa Spraw Wojskowych. Awansowany na stopień majora ze starszeństwem od 19 marca 1939.
W kampanii wrześniowej 1939 jako kierownikiem zapasu w Dowództwie Saperów Naczelnego Wodza. 18 września przekroczył granicę polsko-rumuńską, internowany. Od stycznia 1940 we Francji, wstąpił do Polskich Sił Zbrojnych, przydzielony do Dowództwa Saperów Sztabu Naczelnego Wodza. Po upadku Francji ewakuowany do Wielkiej Brytanii, po wstąpieniu do PSZ pod dowództwem brytyjskim przydzielony jako kierownik referatu Szefostwa Motoryzacji i Broni Pancernej, następnie w sztabie I Korpusu Polskiego, od 20 lipca 1942 w sztabie 2 Korpusu Polskiego. 
Zgłosił się do służby w Kraju. 17 grudnia 1943 przydzielony do Oddziału VI (Specjalnego) Sztabu Naczelnego Wodza. Przerzucony do okupowanej Polski w nocy 29/30 maja 1944 w sezonie operacyjnym „Riposta”, w operacji lotniczej „Wildhorn II” (Most 2). Samolot Douglas Dakota KG-477 „V” (1586 Eskadra PAF) o godz. 00:07 lądował na polowym lądowisku „Motyl”, 18 km na północny zachód od Tarnowa, koło wsi Wał-Ruda.  Razem z nim wylądował gen. Tadeusz Kossakowski.  Po upływie 7 minut samolotem odlecieli do Włoch: płk Roman Rudkowski „Rudy”, mjr Zbigniew Sujkowski „Leliwa”, „Wygoda” oraz Jan Domański „Bartnicki”, emisariusz Stronnictwa Ludowego.
Od czerwca 1944 przydzielony do Wydziału Broni Szybkich Oddziału III Komendy Głównej Armii Krajowej.
W powstaniu warszawskim jako oficer III Oddziału (operacyjno-szkoleniowy) Komendy Głównej AK. Zaginął, dotąd sądzono, że prawdopodobnie poniósł śmierć w niewyjaśnionych okolicznościach. Jędrzej Tucholski w książce „Cichociemni” (IW PAX, Warszawa 1984, s. 295) podaje, że dwie osoby oświadczyły że zginął, trzecia, że został ranny i po kapitulacji [powstania] wywieziony ze szpitalem do Rzeszy. Według relacji przechowywanej w Archiwum Akt Nowych, miał wiosną 1945 zginąć w obozie koncentracyjnym w Sachsenhausen pod fałszywymi danymi Jan Banasiak.

## Awanse
- podporucznik – 1 sierpnia 1920
- porucznik – 14 lutego 1923
- kapitan – ze starszeństwem z dniem 1 stycznia 1932.
- major - ze starszeństwem od 19 marca 1939[2]

## Odznaczenia
- Krzyż Srebrny Orderu Virtuti Militari
- Krzyż Niepodległości
- Srebrny Krzyż Zasługi z Mieczami
- Medal Pamiątkowy za Wojnę 1918-1921 „Polska Swemu Obrońcy”
- Medal Dziesięciolecia Odzyskanej Niepodległości
- Medal Międzysojuszniczy „Médaille Interalliée”
- medal Pro Ecclesia et Pontifice.

## Życie rodzinne

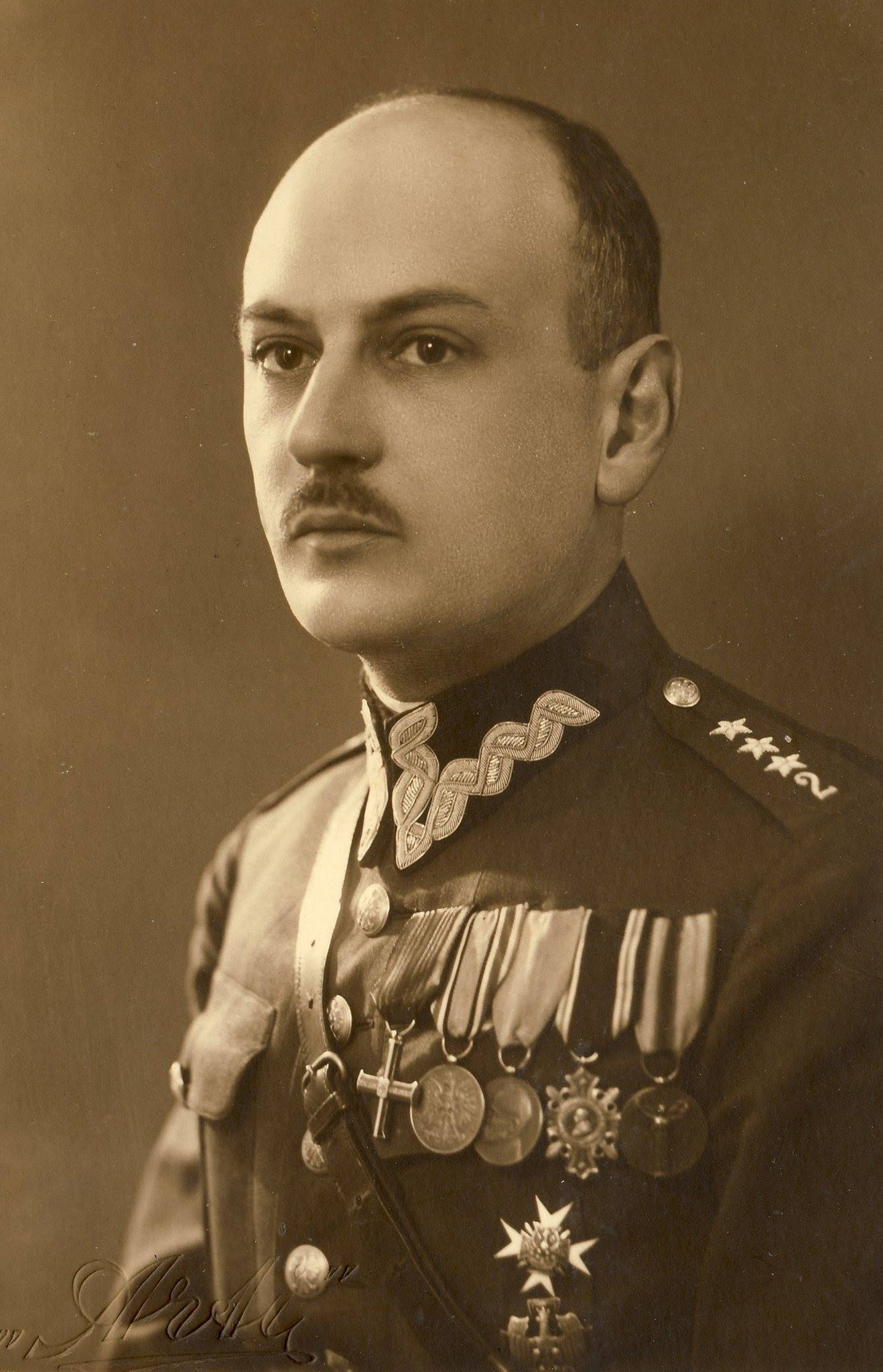
Romuald Bielski, 1934

Był synem Leonarda i Marii z domu Krasuckiej. Ożenił się z Eugenią Bejgorowicz, z którą miał dwóch synów, urodzonych w 1924 i 1927. Starszy z nich miał na imię Jan.

## Upamiętnienie
W lewej nawie kościoła św. Jacka przy ul. Freta w Warszawie odsłonięto w 1980 roku tablicę Pamięci żołnierzy Armii Krajowej, cichociemnych – spadochroniarzy z Anglii i Włoch, poległych za niepodległość Polski. Wśród wymienionych 110 poległych cichociemnych jest Romuald Bielski.
W Sali Tradycji Jednostki Wojskowej GROM znajduje się tablica upamiętniająca Cichociemnych Spadochroniarzy Armii Krajowej, którzy oddali życie za Ojczyznę, jest na niej wymieniony.